# マスカット・オマーン

マスカット・オマーン土侯国
سلطنة مسقط وعمان（アラビア語）
Sultanate of Muscat and Oman（英語）

国歌: نشيد السلام السلطاني（アラビア語）
スルタンの賛歌

1867年のマスカット・オマーン土侯国

マスカット・オマーン土侯国（マスカット・オマーンどこうこく、アラビア語: سلطنة مسقط وعمان、The Sultanate of Muscat and Oman (アラビア語: سلطنة مسقط وعمان, もしくはState of Muscat and Oman (アラビア語: دولة مسقط وعمان)としても簡単に知られている）は、現在のオマーンとアラブ首長国連邦、及びパキスタンの一部を包括していた土侯国（スルターン国）である。
存在期間中、法令上は主権国家であったが、1872年から1920年までは事実上イギリスの保護国だった。
ブーサイード朝によって統治され、オマーン帝国最後のスルタン、サイイド・サイードの死後に帝国の分割によって設立された。1970年7月23日に1970年オマーンクーデターが発生し、当時のスルタンであったサイード・ビン・タイムールは廃位し、カーブース・ビン・サイードが即位、同年8月9日には自らがオマーン国王であると宣言し、国号をオマーン国へと変更した。